# Melville (bergstopp)
Melville är en bergstopp i Antarktis. Den ligger i Sydshetlandsöarna. Argentina, Chile och Storbritannien gör anspråk på området. Toppen på Melville är 53 meter över havet.
Terrängen runt Melville är huvudsakligen kuperad, men åt nordost är den platt. Havet är nära Melville åt sydost. Trakten är obefolkad. Det finns inga samhällen i närheten. 